# Миклаши (Хмелницка област)
Миклаши (на украински: Миклаші) е село в Ямпилска териториална община на Шепетовски район в Хмелницка област на Украйна.
Според Преброяването на населението в Украйна през 2001 г., населението наброява 532 души.
Площта на селото възлиза на 0,21 km².
Пощенският код е 30240. Телефонният код е 3841. 
Идентификационният код на селото според въведеният през 2020 г. Кодификатор на административно-териториалните единици и територии на териториалните общини (КАТОТТГ) е: UA68060350070064165.

## История
През 1906 г. селото влиза в състава на Семьоновска волост, Острожки повят, Волинска губерния на Руската империя. Разстоянието от повятския (областния) град е 53 верста, а до волостния (районния) град – 3 верста. В селото има 180 двора и 1266 жители.